# 졸로투른
졸로투른(독일어: Solothurn, 프랑스어: Soleure 솔뢰르[*])는 스위스 중북부 졸로투른주에 있는 도시이다. 졸로투른 주의 주도이다. 인구 15,086(2006).
아레강 연안에 위치하며, 베른 북쪽 30km 지점에 있다. 베른과 바젤 사이의 주요 도시이다. 오래 된 도시로, 기원전에 켈트인이 정착했고, 로마 제국의 클라우디우스 황제 시절 살로두룸(Salodurum)이라 불렸다. 라인강으로 들어가는 전략적인 위치에서 중시되었고, 중세 시대에 제국 자유 도시가 되었다. 13세기에 베른과 제휴한 후 스위스 동맹에 가입했고, 14세기에 젬파흐 전투에서 승리했다. 그 후 졸로투른은 영역을 넓혀 졸로투른 주를 형성했다. 바로크 양식의 옛 건물이 많으며, 특히 대성당과 시계탑이 유명하다. 스위스 북부를 관할하는 로마 가톨릭의 바젤 교구는 19세기 이래 주교좌를 바젤이 아닌 이 도시에 두고 있어 이 도시는 스위스 가톨릭의 한 중심지이기도 하다.
1530년부터 1792년까지 스위스 주재 프랑스 대사가 있던 곳이다. 보행자 전용 구시가는 1530년에서 1792년 사이에 지어졌으며, 이탈리아 그란데자, 프랑스 양식과 스위스 아이디어를 결합한 인상적인 바로크 건축 양식을 보여준다. 이 도시에는 문화유산으로 등록된 18개의 건축물이 있다.
한때 고용의 지배적인 부문이었던 농업은 거의 존재하지 않게 되었다. 오늘날 대부분의 사람들은 제조 및 교육 분야에 고용되어 있다.
졸로투른의 공식 언어는 (스위스 표준의 다양한) 독일어이지만 주요 구어는 알레만계 스위스 독일어 방언의 현지 변형어이다.
졸로투른은 폴란드의 군인 타데우시 코시치우슈코가 사망한 곳이기도 하다.

## 역사

### 로마인 정착 이전
졸로투른에서 가장 오래된 발견물은 구석기 시대의 것으로 추정된다. 중석기 시대 취락지 유적은 1986년 이전 키노 엘리트 (Kino Elite) 건물을 개조하는 동안 발견되었다. 신석기 시대, 청동기 시대와 철기 시대부터 흩어져 있는 유물 몇 점만 발견되었다.

### 로마인의 정착
졸로투른의 로마 정착지는 AD 15-25년경에 아벤티쿰에서 아우구스타 라우리카 또는 빈도니사로 가는 도로의 역과 교두보로 지어졌을 것이다. 작은 비쿠스나 정착지가 군영 주위에 빠르게 발달했다. 졸로투른은 219년에 소위 에포나슈타인(Eponastein)에 비코 솔로드(vico salod, uro)로 처음 언급되었다. 그 이름은 켈트족 정착지가 이전에 이 지역에 존재했음을 나타내거나 로마 제국의 북서 지방에서 갈로-로마인의 혼합 문화에 대한 증거일 수 있다. 이렇게 살로두룸(Salodurum)으로 알려지게 되었다. 이곳은 남동쪽에서 라인강으로 접근하는 위치에 있어서 전략적 중요성이 높았다. 서기 2~3세기에 비쿠스는 오늘날의 아레강 남쪽 교외 일부를 포함하였으며, 현재 졸로투른 구시가지의 거의 모든 지역을 채우며 빠르게 확장되었다.
로마인의 다리는 아마도 현재의 벵기브뤽케(Wengibrücke)보다 약간 위쪽에 있었을 것이다. 로마 시대의 강바닥은 현재의 아레강에서 북쪽으로 40~80m였다. 비쿠스의 주요 거리는 현재 주요 거리보다 훨씬 아래에 있었다. 정착지의 번듯한 통치기관 외에도 두 명의 시장과 제국 숭배를 지원하는 6명으로 구성된 단체(seviri Augustales)가 있었다. 살로두름은 또한 독일 마인츠에 주둔하고 있던 레기온 22군단의 경비 분견대의 본거지였다. 비문에 따르면 주피터 신전, 아폴로 아우구스투스의 신전 그리고 말의 여신 에포나의 제단이 있었다. 에포나는 로마 군대와 켈트족 출신에게 유명했던 여신이었다. 그러나 현재 이 세 사원의 위치는 알려져 있지 않다. 주요 거리에는 목욕탕이 있었고, 고고학적으로 기록된 마을의 북서쪽에는 도예가가 있었다. 1762~1763년에 성 우르수스의 오래된 교회를 철거하는 동안 비쿠스의 동쪽 끝에 항아리와 화장묘가 있는 공동묘지를 발견했다. 또한 같은 지역에서 두 개의 로마 무덤이 발견되었다.
325년 ~ 350년경, 길을 따라 있는 요새화되지 않았던 정착지는 이전 정착지 면적의 절반만 덮었던 요새화된 진영 또는 성곽으로 변모했다. 2-3m 두께와 9m 높이의 벽이 정착지 주변에 세워졌다. 요새화된 새로운 도시는 종 모양이었으며, 여전히 도시의 지적도에서 볼 수 있다. 도시의 여러 지점에서 오래된 로마 성벽의 크고 작은 조각이 여전히 구시가지의 주택에서 발견되고 있다. 북쪽의 성문과 남동쪽 모퉁이에 있는 탑의 위치는 알려져 있으며, 추가적인 성문과 탑이 있었을 가능성이 있다. 성벽 안의 건물에 대해서는 알려진 것이 거의 없다.

### 중세 초기
중세 초기에는 두 개의 정착 중심지가 있었는데, 이전 카스트룸의 세속적인 정착촌과 성벽 바깥의 후기 로마인들의 묘지 부지에 있었던 종교 정착촌이었다. 종교 역사와 고고학적 발견은 두 지역 모두 중세 초기까지 계속해서 거주했음을 보여준다. 카스트룸 내부에 있던 성 스테판 이전 예배당은 초기, 후기 로마 건축물의 기초 위에 지어졌다. 인근 성 베드로 예배당 묘지에 있는 매장 기념관은 로마 제국이 멸망할 무렵으로 거슬러 올라간다. 5세기 중반에 리옹의 성 에우케리우스는 졸로투른에서 성 우르수스와 성 빅토르의 순교와 성인 숭배의식에 대해 언급한다. 서기 500년경, 부르군트의 왕자 세델레우바는 성 빅토르의 뼈를 제네바로 가져갔고, 성 우르수스의 뼈는 졸로투른에 남겨 두었다. 성 우르수스 숭배에 헌정된 교회는 870년에 처음 언급되었다.

### 중세도시
중세 초기에 졸로투른은 로타링기아 왕국 (로렌)의 일부였다. 로타링기아 왕국이 멸망한 후 부르군트 제2왕국의 일부가 되었다. 1033년 부르군트 왕국은 신성 로마 제국의 일부가 되었고, 졸로투른은 약간의 독립을 얻었다. 1038년 황제 콘라드 2세는 졸로투른에서 궁정에서 아들인 부르고뉴왕 하인리히 3세를 즉위시켰다. 왕궁은 1052년까지 졸로투른에 여러 번 거주했지만, 영구적으로 왕궁으로 쓰였다는 증거는 없다. 1127년에는 체링겐 공작에게 인수되었다. 체링겐의 통치하에 1146년에 졸로투른의 동전이 처음 언급되었다. 1182년, 카우지디쿠스(causidicus) 또는 체링겐이 임명한 판사가 졸로투른에서 처음 등장했다. 1218년에 체링겐 가문이 소멸된 후 신성 로마 제국 황제 치하의 자유 제국 도시가 되었다. 1252년에 시의회와 시장은 대부분 독립적이었고, 자신들만의 도시 인장이 있었다. 1251년에는 살레우레(saluerre)로, 1275년에는 졸로트렌(Solotren)으로 언급되었다. 1200년경부터 마을에 귀족회의가 생겨났다.
1252년에 행위를 증언하고, 지원할 수 있는 귀족 집단이 처음으로 마을에 등장한다. 처음에는 귀족들이 마을 전체에 권력을 행사했다. 그러나 14세기 길드의 이동으로 인해 귀족의 권력이 약화되었고, 졸로투른의 길드 체계도 제한되었다. 1350년경에는 11명으로 구성된 원로회(Altrat)와 22명으로 구성된 젊은 위원회(Jungrat)가 도시에 존재했다. 11개의 길드 각각은 원로회의 일원과 젊은 위원회 일원 2명이 대표가 되었다. 이 33명의 시의원은 시장과 함께 정부의 권한을 행사하고 의원의 임명을 도왔다. 두 평의회 의원들은 매년 시민들에 의해 선출되었으며, 그 후 평의회와 시장이 많은 공무원을 임명했다. 길드가 시의회의 일원이 되면서, 귀족 가문은 어느 정도 권력을 유지했다. 그러나 1459년에 마지막 귀족 가문이 죽고 의회의 직위는 부유한 농부, 정육점, 방앗간 주인에게 넘어갔다.
1348년 흑사병이 창궐할 때까지 졸로투른에는 작은 유대인 공동체가 있었다.
13세기에서 15세기에 걸쳐 도시의 시민들은 고위 귀족으로부터 서서히 스스로를 해방했다. 1276년과 1280년에 황제 루돌프 1세는 이전에 제대로 정의되지 않은 도시의 권리를 성문화하고 시민들이 외국 법원의 재판으로부터 보호받을 수 있는 사법권(de non evocando)을 부여했다. 1344년 졸로투른은 1360년 황제 카를 4세에 의해 확인된 부케그 백작으로부터 자신들의 슐테이스를 임명할 권리를 획득했다. 1409년에 루프레히트 황제는 사법권(de non evocando)을 왕실 고등 법원까지 포함하도록 확장했다.
도시가 힘을 키워가자, 성 우르수스 수도원은 도시와 더 밀접하게 결속하게 되었다. 1251년에 도시는 수도원이 시장을 직접 임명할 권리에 대한 주장을 물리쳤다. 1344년에 시장직에 대한 권리를 취득한 직후, 도시는 이전 집행관에게 시민권을 부여함으로써 수도원에 대한 집행관 권리를 소유하게 되었다. 1512~1520년에 이 도시는 교황으로부터 사제과 시장을 임명할 권리를 교황으로부터 받았다.
1295년 베른과 동맹을 맺은 후 스위스 연방의 일부가 되었다. 1382년 합스부르크 왕가가 이 도시를 공격했고, 졸로투른은 젬파흐 전투에 참가했다. 2년 후의 조약으로 합스부르크 왕가는 도시 영토에 대한 모든 권리를 포기했다. 후자는 15세기에 이웃 토지를 인수함으로써 확장되었으며 대략 오늘날의 칸톤 지역까지 이르렀다.
1481년에는 스위스 연방의 정회원이 되었다.

### 중세 도시의 건물
1200년 이전에는 성 우르수스 수도원 북쪽에 체링겐 가문의 요새화된 탑이 있었다. 13세기 전반부에 성 베드로와 성 우르스 교회와 동쪽으로 인접한 산업 지역뿐만 아니라 옛 성벽 주변에 성벽이 건설되었다. 프란체스코회의 성 우르수스 수도원 근처 수도원이 세워졌고, 1280년 이후에는 도시의 동쪽 부분에 북쪽 성벽을 만들었다. 1532년에 도시의 동쪽 절반에 교회와 위풍당당한 집이 있는 프랑스 대사관이 세워졌다. 졸로투른의 서쪽 부분에는 시청이 세워졌다. 처음에는 주요 거리를 따라 있었고, 1476년에는 프란체스코 수도원의 남쪽으로 옮겼다. 주요 시장들이 주 거리를 따라 생겨났고, 17세기 전반에는 아레강 북쪽 제방으로 이전했다. 시청, 시장과 시계탑은 도시의 삶을 정치적, 경제적 중심지로 만들었다.

### 근세의 졸로투른

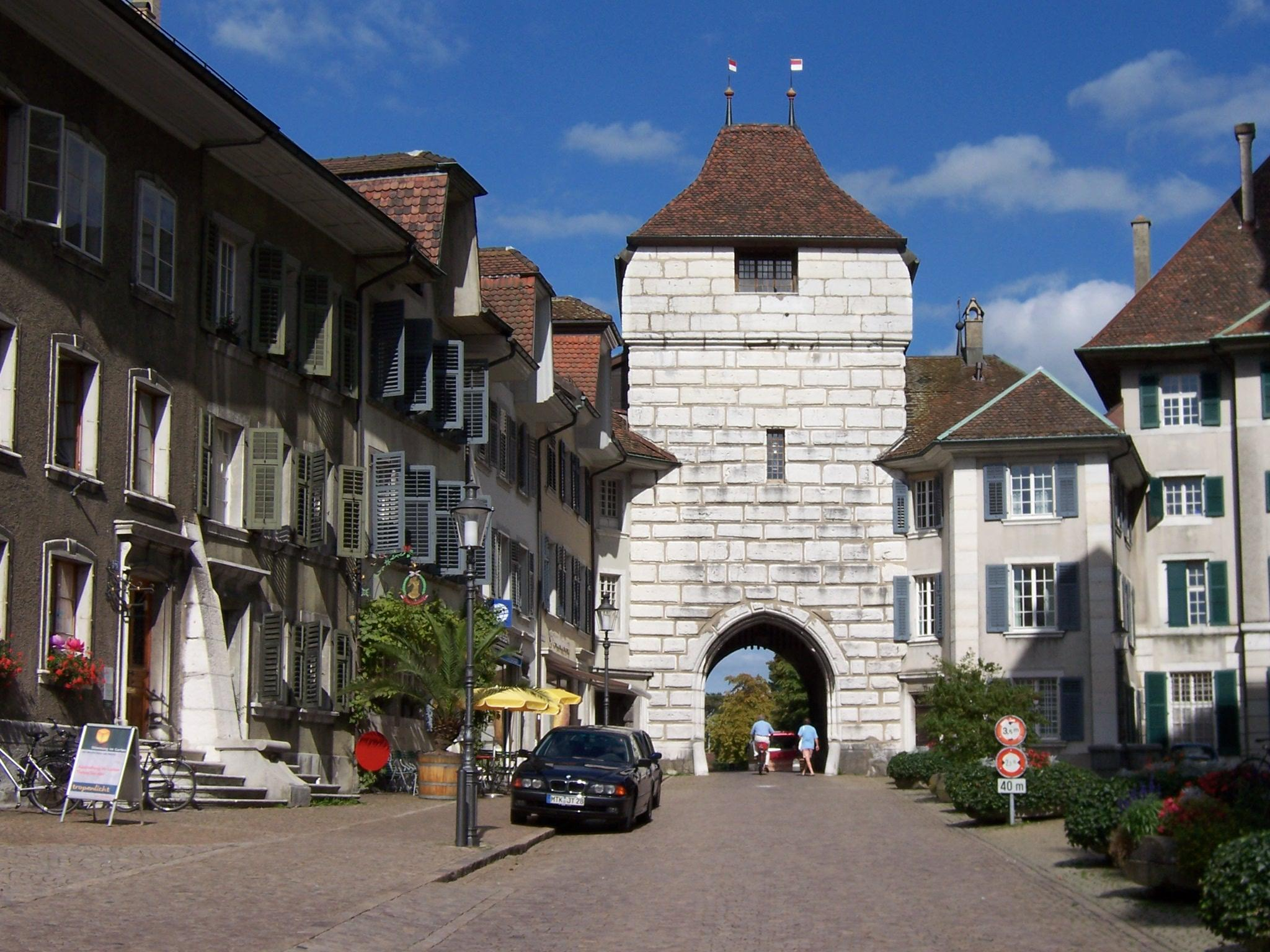
16세기에 바젤 성문이 추가되었다

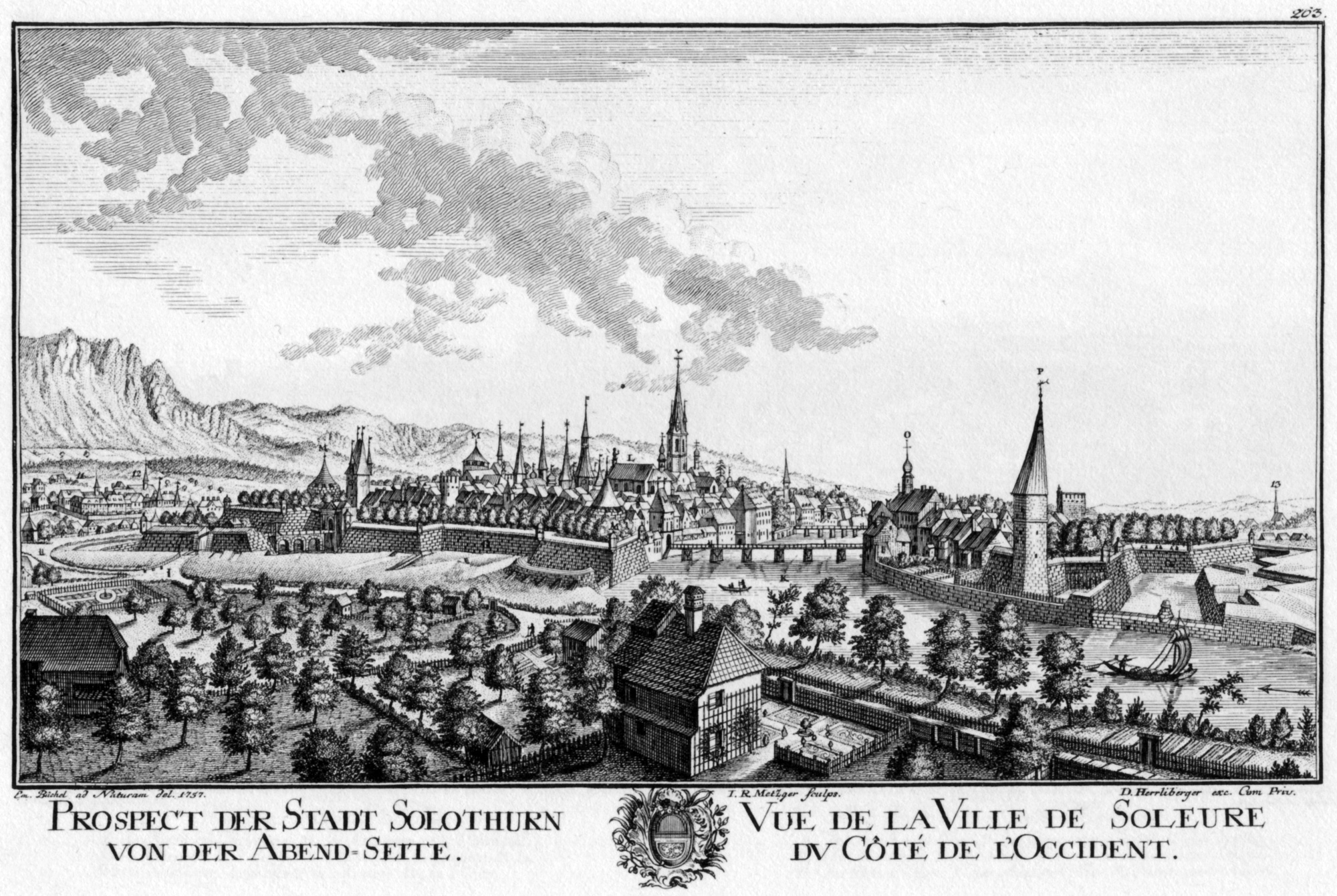
1757년 졸로투른

시장과 시의원에 대한 중세의 협동 선거는 15세기까지 거의 세습적인 과두정치를 형성하게 했다. 16세기 후반까지 시민들의 정치적 목소리는 거의 억압되어 있었다. 17세기 후반에 이르러 정부는 소수의 귀족에 의해 운영되었다. 과두 정치는 18세기에 약화되었고, 1718~1721년에 시의회가 일부 권력을 되찾을 수 있었다. 그러나 1682년에 새로운 시민권법이 제정되어 졸로투른으로 이사한 부유한 가족이 의회 의원이 되는 것을 금지했다. 이 법이 시의회 의원이 될 수 있는 사람의 수를 줄이는 동안, 1764년에 비밀투표 절차가 도입되었고, 1774년에 투표권 구매를 금지하는 조치가 도입되어 평의회에 합류하는 비귀족 시민들이 점점 더 많아졌다.
17세기와 18세기 귀족의 전성기에는 수많은 우아한 타운 하우스(Reinert House 1692–93), 팔레 베젠발(Palais Besenval 1703–06)와 도시 외곽의 여름별장(Sommerhaus Vigier 1648–50), 발데크성(Waldegg Castle 1682–86 )이 있었다. (현재 인근 펠트브루넨-성 니클라우스에 있음). 슈타인부르크성(Steinbrugg Castle, 1665-68) 및 블루멘타인성(Blumenstein Castle 1725-28)이 이 시기 건설되었다. 다음을 포함하여 다수의 새로운 공공건물도 추가되었다. 아스날(1610~19), 북쪽 계단 타워(1632~34)와 동쪽 파사드가 있는 시청(1624 아카이브 타워, 1703~14 완성), 예수회 교회(1680~89), 새로운 대사관(1717) –24), 교외의 성령병원(1735-1800)과 새로운 고전주의 성 우르수스 교회(1763-90) 16세기에는 바젤 성문과 3개의 둥근 탑으로 성벽을 보강했다.
1667년에서 1727년 사이에 도시 개발 계획에 따라 이 도시는 11개의 완전한 요새와 절반의 요새가 있는 요새를 건설했다. 새로운 성벽은 크레우차커의 동쪽 교외를 포함하여 도시의 크기를 늘렸다. 18세기까지 죄수들은 중세와 근세 요새 저장고 탑에 수용되었다. 1753년과 1761년 사이에 새로운 감옥이 도시 성벽 외부에 지어졌으며, 20세기까지 계속 사용되었다. 교수대는 1460년에 처음 언급되었으며 펠트브루넨 근처의 도시 북동쪽에 위치했다. 두 번째 교수대는 도시의 남서쪽에 위치했다.
1530년부터 1792년까지 스위스 주재 프랑스 대사가 있던 곳이다.
졸로투른의 근세는 나머지 스위스와 마찬가지로 1798년 프랑스의 침공으로 끝났다.

### 현대의 졸로투른

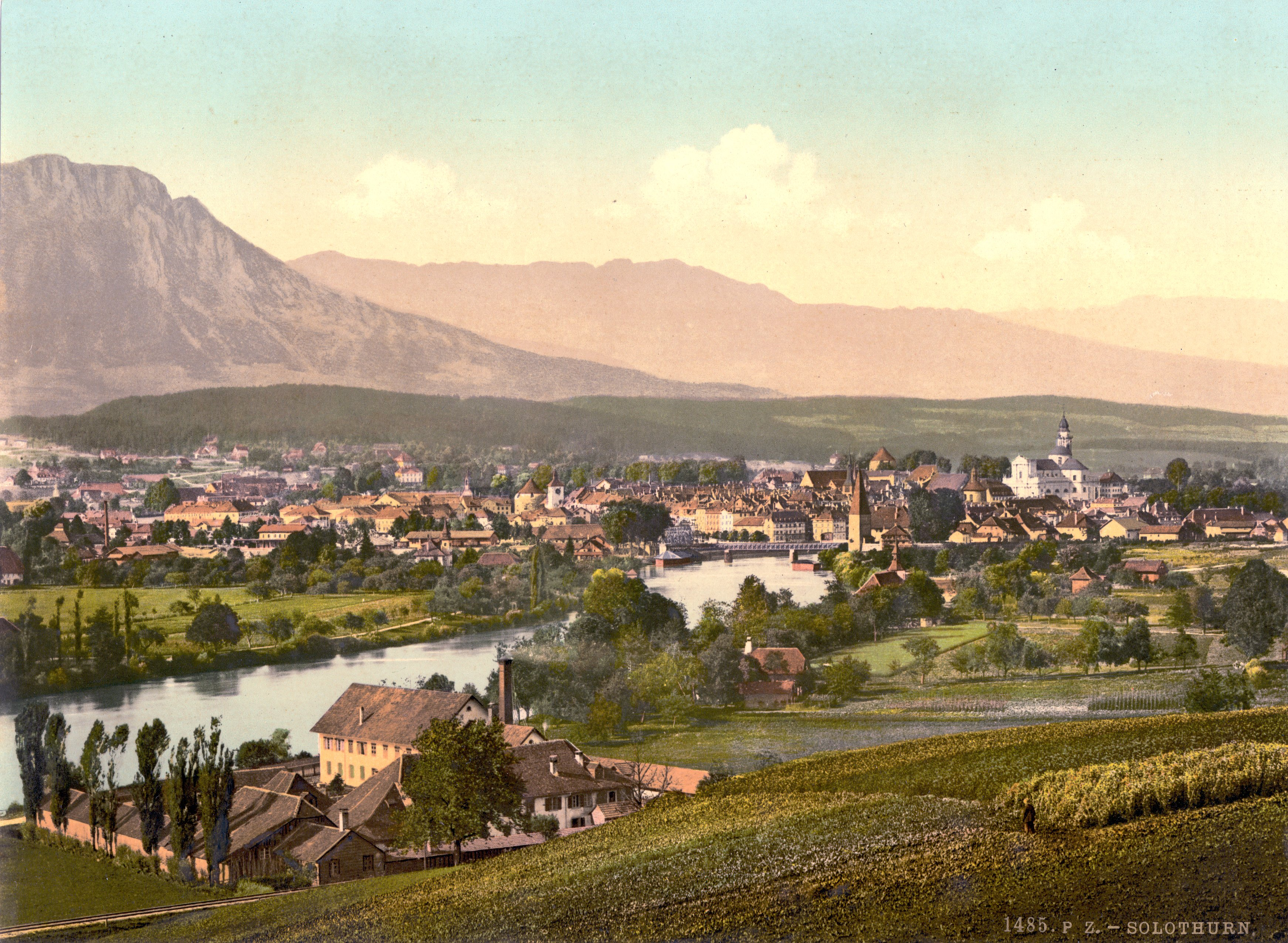
1900년 졸로투른

1798년 3월 2일 졸로투른의 항복 이후, 프랑스 장군 발타자르 알렉시스 앙리 샤우엔부르크는 다음 날 임시 정부를 세웠다. 새 정부는 4월에 모여 새 헌법을 제정했다. 11개의 오래된 행정 구역은 5개 지역으로 대체되었다. 시의 시민법원(뷔르거게마인데)은 사라진 도시 국가의 자산에 대한 소유권을 주장했으며, 큰 재산과 도시 밖의 광대한 삼림 토지에 대해 1801년에 분리 명령을 받았다. 1831년에 주 의회는 11개 도시 길드에서 모든 정치 권력을 철회했다. 다음 해(1831-1842)에 걸쳐 모든 길드가 해산되었다. 1859년의 시법, 1874년의 연방 헌법 및 1875년의 주 헌법의 시행으로 인해 주민의회(Einwohnergemeinde)가 만들어졌다. 주민의회에는 더 제한된 시민법원과는 달리 마을의 모든 거주자가 포함되었다. 주민과 시민법원 사이의 재산 분할은 오랜 시간이 걸렸으며, 1978년까지 완료될 수 없었고 집행 위원회의 도움이 있어야만 완료되었다.
1828년 졸로투른은 바젤 주교의 자리를 맡았다.
1897년 이래로 시의회는 비례 투표로 선출되었으며 30명의 의원과 15명의 대체 의원으로 구성된다. 집행 기구로서 평의회 위원회(7명)를 선출한다. 시장과 부시장은 국민이 선출한다. 시의회는 입법 기관이다. 평의회의 구성은 1917년과 1973년 사이에 매우 안정적이었다. 자유당은 평균 60%의 의석을, 사민당과 보수인민당(CVP)은 각각 약 20%의 의석을 차지했다. 1970년에 지방 자치단체는 여성에게 투표권을 부여했다. 새로운 정당의 출현으로 자유당은 지배적 위치를 잃었다. 2009년에는 FDP 30%, SP 23%, CVP 23%, 녹색당 17%, 7%의 득표율이 SVP에게 돌아갔다.
록 밴드 크로커스가  1974년 졸로투른에서 결성되었다.

## 지리
졸로투른의 면적은 2009년 기준으로 6.28k㎡이다. 이 면적 중 1.42k㎡ 또는 22.6%가 농업 목적으로 사용되는 반면 0.17k㎡(2.7%)는 삼림으로 사용된다. 나머지 토지 중 4.37k㎡(69.6%)가 정착(건물 또는 도로), 0.33k㎡(5.3%)가 강 또는 호수이다.
건축면적 중 공업용 건물이 전체 면적의 4.1%, 주택과 건물이 38.5%, 교통 기반 시설이 17.5%를 차지했다. 전력 및 수자원 기반 시설 및 기타 특별 개발 지역은 면적의 1.9%를 구성하고 공원, 녹지대와 스포츠 경기장은 7.5%를 구성한다. 숲이 우거진 토지 중 전체 토지 면적의 0.5%는 숲이 우거져 있고, 2.2%는 과수원이나 작은 나무 군락으로 덮여 있다. 농경지 중 14.2%는 농작물 재배에 사용되며, 7.0%는 목초지이며, 1.4%는 과수원이나 덩굴 작물에 사용된다. 이곳의 모든 물은 흐르는 물이다.
졸로투른은 스위스 북서쪽 아레 강둑과 바이센슈타인 쥐라 산맥 기슭에 위치해 있다.
비버리스트, 데렌딩엔, 루터바흐, 발라흐ㅌ, 랑엔도르프 및 졸로투른의 지방 자치 단체는 2011년 현재 이름이 정하지 않았지만, 새로운 지방 자치 단체로 미래의 날짜에 합병을 고려하고 있다.

## 인구통계

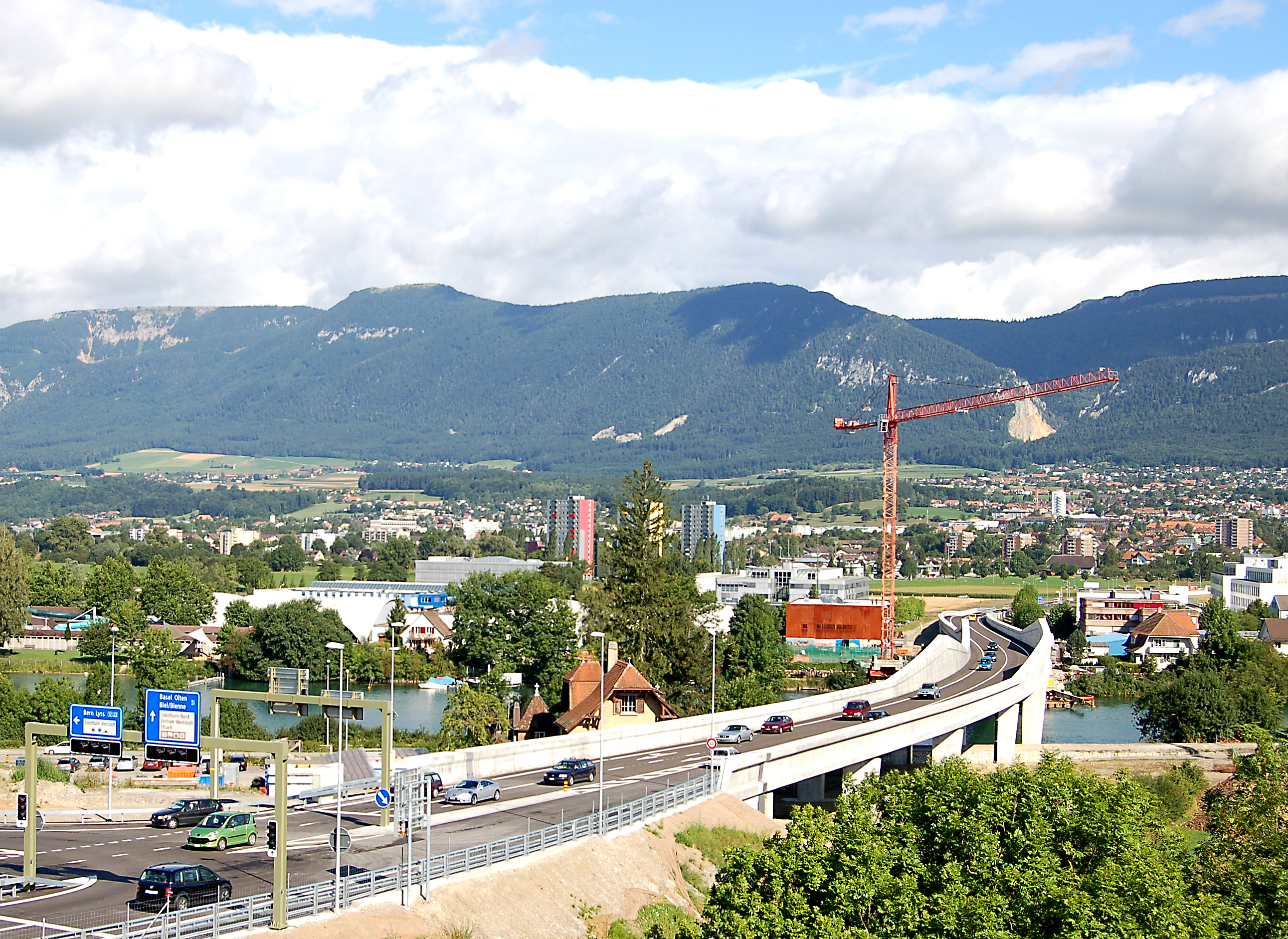
아레교와 졸로투른의 새구간

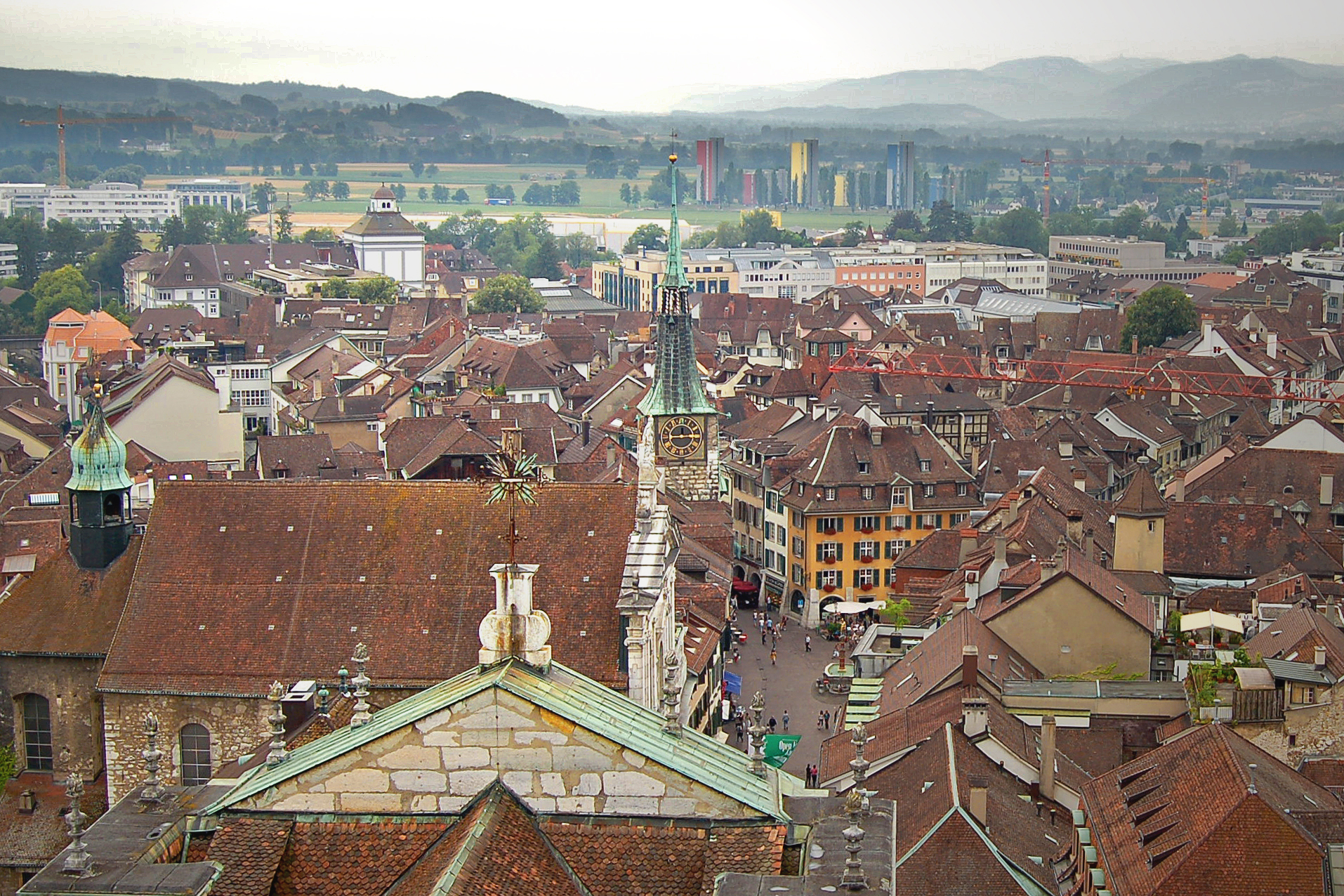
옛 시가지 풍경

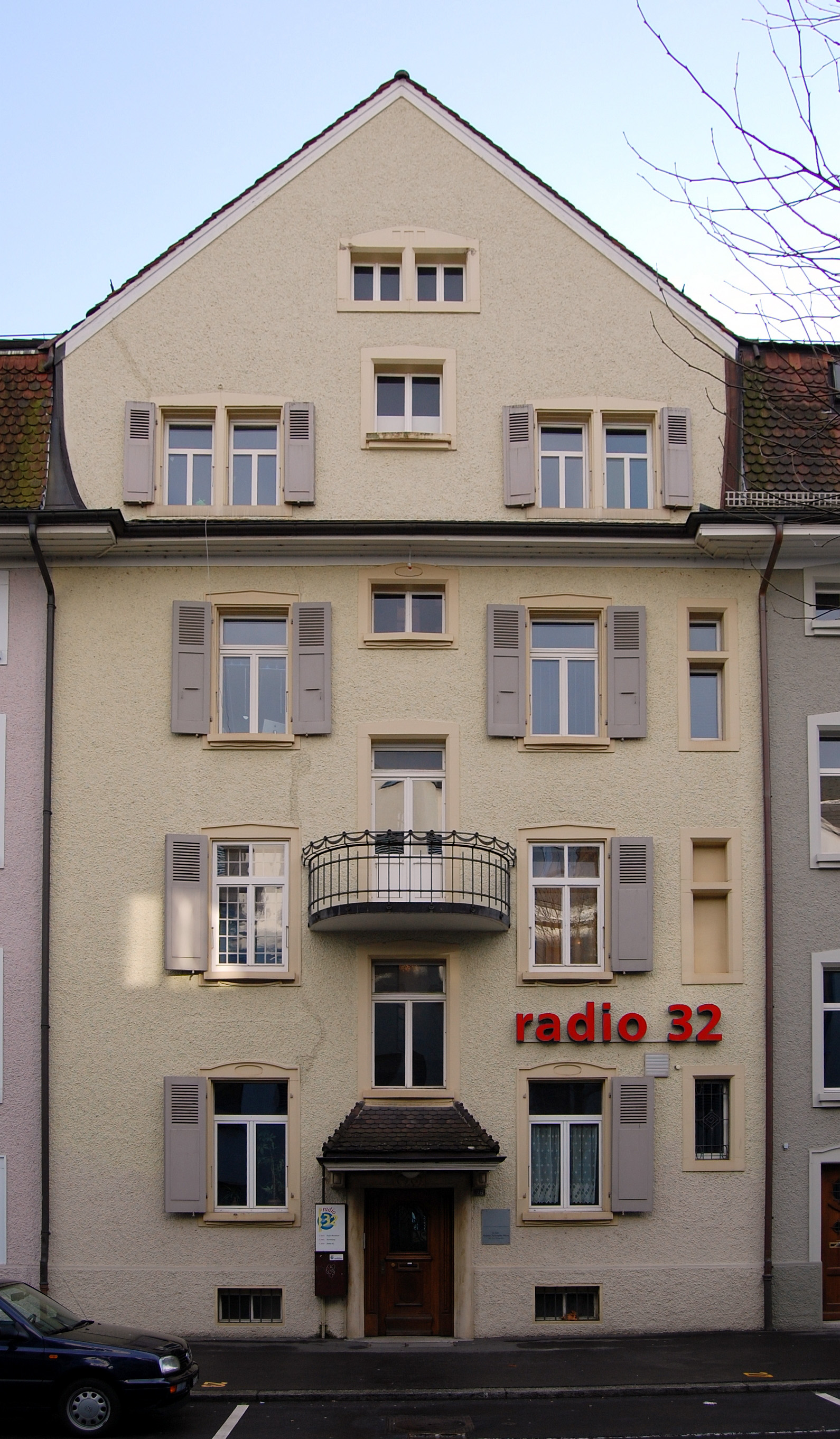
라디오 32 빌딩

2020년 12월 기준, 졸로투른의 인구는 16,802명이다. 2008년 기준으로 인구의 21.1%가 거주하는 외국인이다. 지난 10년(1999-2009년) 동안 인구는 4.4%의 비율로 변화했다.
2000년 기준 대부분 인구인 13,270명(85.7%)은 독일어를 사용하며, 469명(3.0%)의 이탈리아어가 2위이고 261명(1.7%)의 알바니아어가 3위이다. 프랑스어를 할 줄 아는 사람은 193명, 로만슈어를 할 줄 아는 사람은 19명이다.
2008년 기준으로 인구의 성별 분포는 남성 48.1%, 여성 51.9%이다. 인구는 5,891명의 스위스 남성(인구의 37.0%)과 1,775(11.1%)의 비스위스계 남성으로 구성되었다. 스위스 여성은 6,669명(41.8%), 비스위스계 여성은 1,604명(10.1%)이었다. 지방 자치 단체의 인구 중 3,864명(약 24.9%)이 졸로투른에서 태어나 2000년에 그곳에 살았다. 같은 주에서 태어난 3,630명(23.4%)이 있었고, 스위스 타지에서 태어난 4,135명(26.7%)이 있었다. 3,193명(20.6%)이 스위스 이외의 외국에서 태어났다.
2008년에는 스위스 시민이 115명, 비스위스계 시민이 27명이었고, 같은 기간에 스위스 시민이 190명, 비스위스계 시민이 10명 사망했다. 이민 입출국을 무시하고, 스위스 시민의 인구는 75명 감소한 반면, 외국인 인구는 17명 증가했다. 스위스로 재이민 온 스위스 남자는 8명, 스위스 여자는 13명이었다. 동시에 다른 나라에서 스위스로 이주한 비스위스 남성 91명과 비 스위스 여성 78명이 있었다. 2008년 전체 스위스 인구 변화(시 경계를 넘는 이동을 포함한 모든 출처에서)는 98명이 증가했고 비스위스계 인구는 161명이 증가했다. 이는 1.7%의 인구 증가율을 나타낸다.
2000년 현재 졸로투른의 연령 분포는 다음과 같다. 913명(인구의 5.9%)이 0~6세이고 2,013명(13.0%)이 7~19세이다. 성인 인구 중 888명(인구의 5.7%)이 20~24세이다. 4,832명(31.2%)은 25~44세, 3,678명(23.7%)은 45~64세이다. 고령자 분포는 2,068명(13.4%)이 65~79세이고, 80세 이상은 1,097명(7.1%)이 있었다.
2000년 기준으로 시정촌에 미혼이거나 싱글인 사람은 6,784명이다. 기혼자는 6,403명, 미망인은 1,144명, 이혼한 사람은 1,158명이었다.
2000년 기준으로 시정촌의 민간가구는 7,447세대로 가구당 평균 1.9명이다. 1인 가구는 3468가구, 5인 이상 가구는 303가구였다. 총 7,625가구 중 1인 가구가 45.5%로 부모와 동거하는 성인이 49가구였다. 나머지 가구 중 자녀가 없는 기혼 부부는 1,907쌍, 자녀가 있는 기혼 부부는 1,455쌍으로 자녀가 있는 편부모는 405명이다. 163가구는 혈연관계가 없는 사람들로, 178가구는 일종의 기관이나 집단주택으로 구성되어 있었다.
2000년 기준 단독주택은 총 2,957호 중 1,311호(전체의 44.3%)였다. 다가구주택은 838채(28.3%), 주거용으로 주로 사용되는 다목적 동은 441채(14.9%), 기타 용도(상업·공업)가 367채(12.4%)로 나타났다. 단독주택 중 161채는 1919년 이전에 지어졌고 62채는 1990년에서 2000년 사이에 지어졌다. 1919년에서 1945년 사이에 가장 많은 단독주택(443채)이 지어졌다.
2000년을 기준으로 졸로투른에는 8,586채의 아파트가 있었다. 가장 일반적인 아파트 크기는 3개의 방으로 2,954개였다. 1인실 아파트는 728채, 5실 이상 아파트는 1,634채였다. 이 중 상가주택은 7,272세대(전체의 84.7%), 비수기형은 794세대(9.2%), 공실은 520세대(6.1%)였다. 2009년 기준 신규 주택 건설률은 인구 1000명당 3.3세대였다. 2003년 현재 졸로투른의 평균 아파트 임대료는 980.18 스위스 프랑이었다.(CHF) 월 (US$1043, £760, €852) 약. 2018년 3월 4일 환율). 방 1개짜리 아파트의 평균 가격은 568.85 CHF(US$605, £438, €495)였고, 방 2개짜리 아파트는 약 725.13 CHF(US$772, £558, €631)였고, 방 3개짜리 아파트는 약 904.51 CHF(US$962, £696, €787) 및 6개 이상의 방 아파트 비용은 평균 1564.78 CHF(US$1665, £1204, €1361)이다. 졸로투른의 평균 아파트 가격은 전국 평균 1116CHF의 87.8%였다. 2010년을 기준으로 졸로투른의 공실률은 0.45%였다.

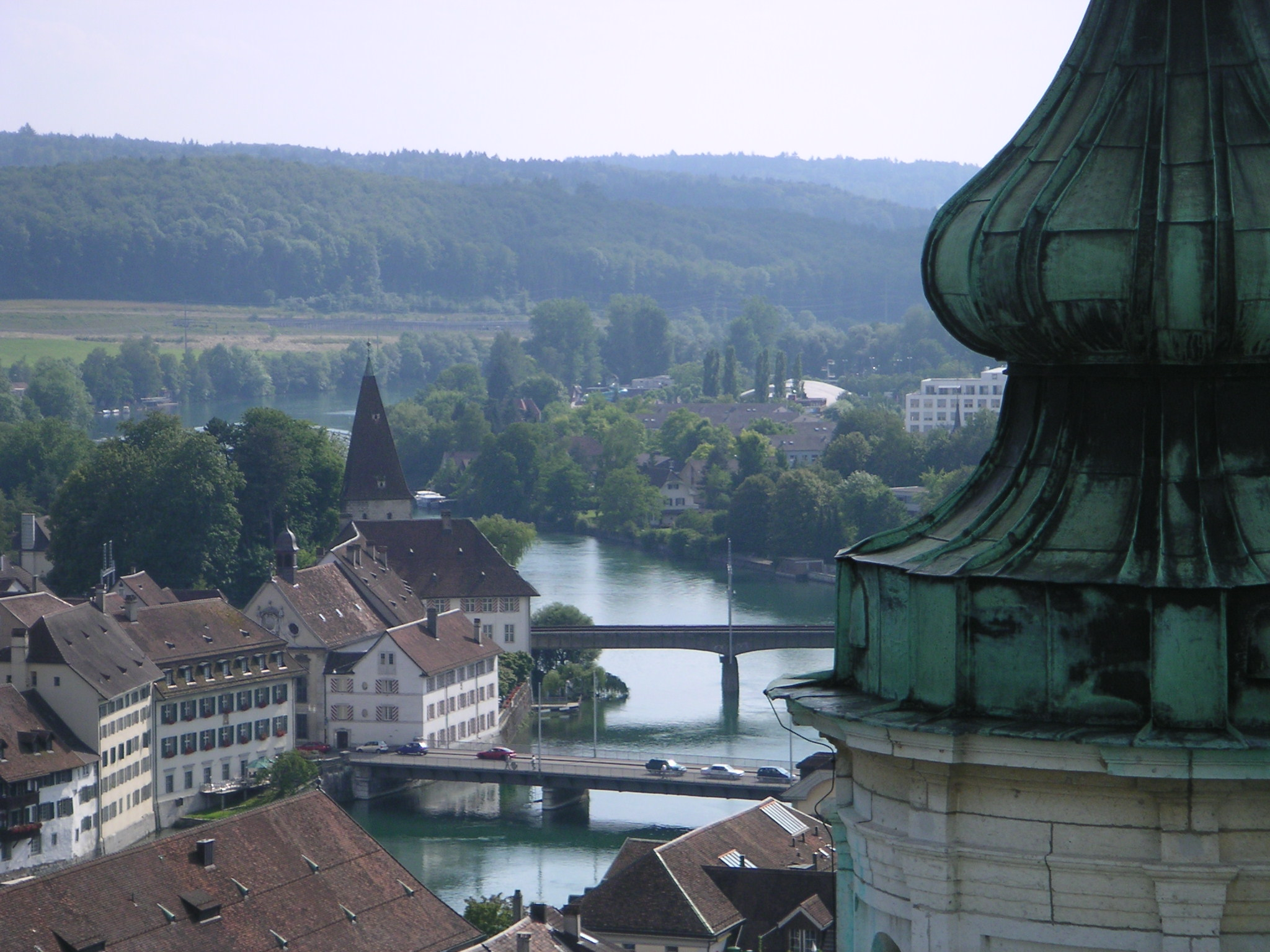
성당에서 본 아레강

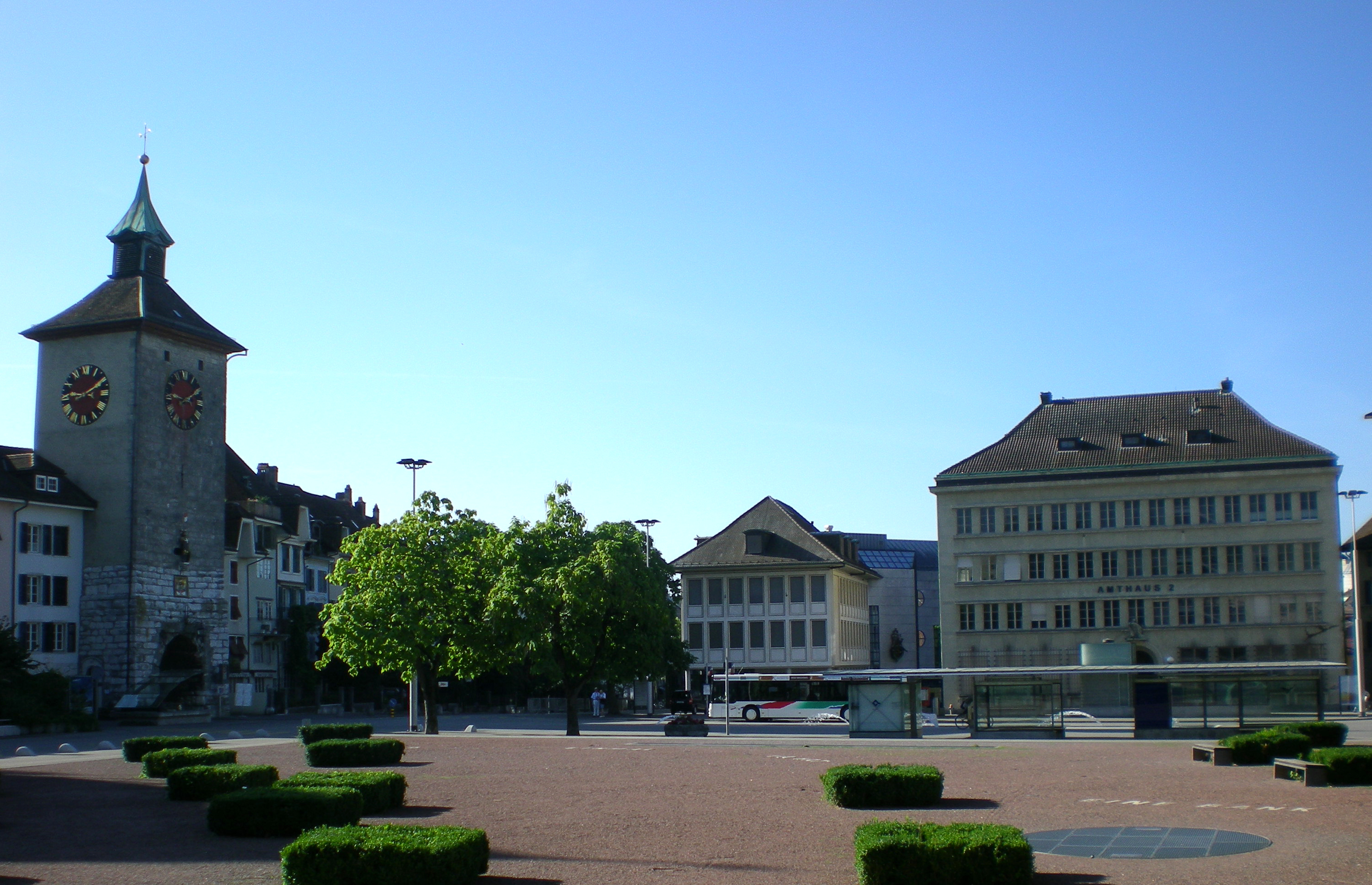
암트하우스 광장

역사적 인구 통계는 다음 도표와 같았다.

## 관광

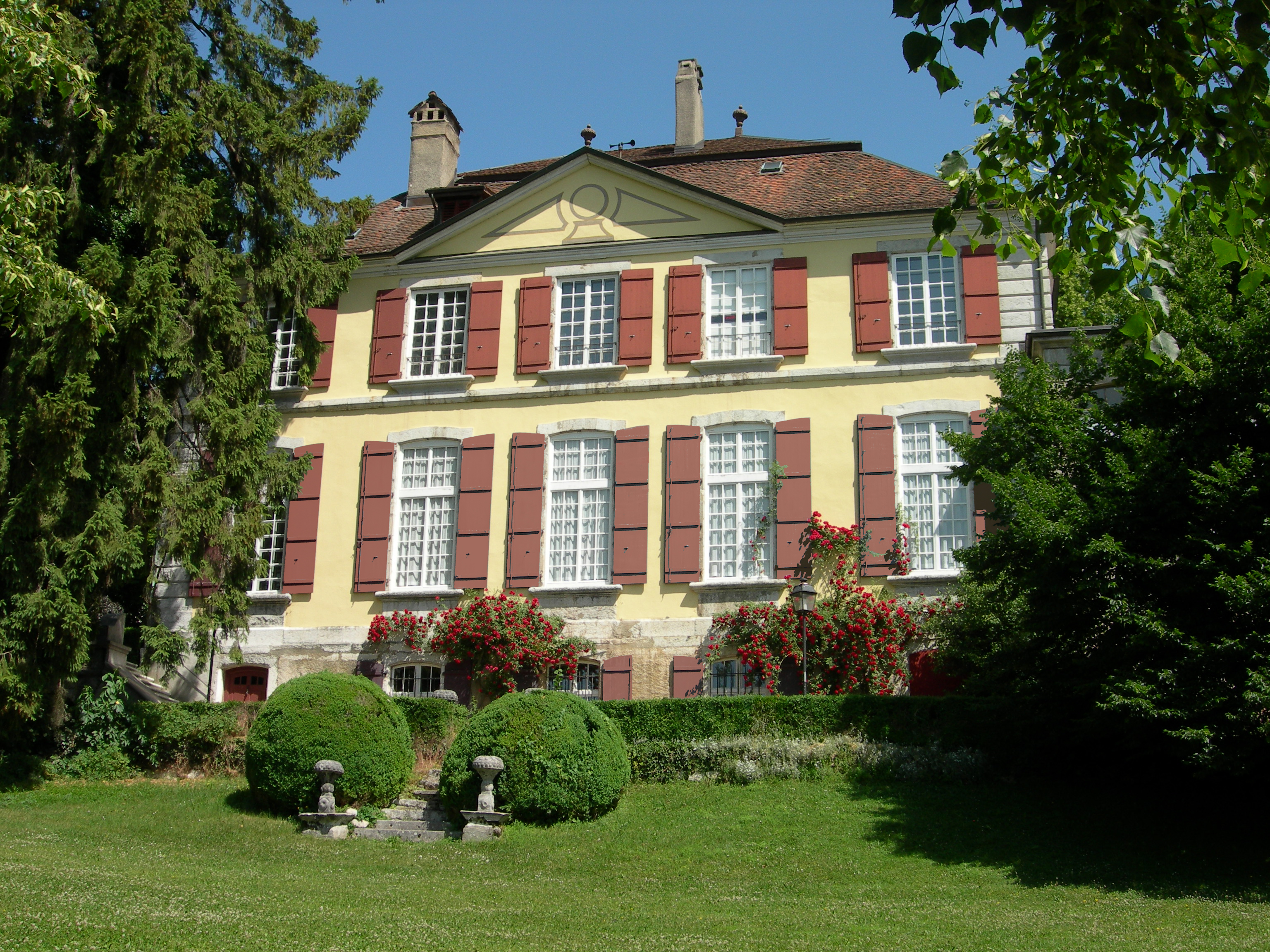
역사 박물관 블루슈테인

구시가는 1530년에서 1792년 사이에 지어졌으며 이탈리아 그란데짜, 프랑스 스타일 및 스위스 아이디어의 건축 조합을 보여준다.
1980년 졸로투른은 건축 유산의 개발과 보존에 대한 공로로 바커상을 수상했다.
졸로투른에는 국가적으로 중요한 스위스 문화유산으로 등재된 18개의 건축물이 있다. 목록에 있는 종교 건축물은 다음과 같다.
방문 수도원, 콜레기움(Lapidarium)이 있는 예수회 교회, 베스트링스트라세의 스위스 개혁 교회 및 성 우르센 대성당.
목록에는 4개의 시민 건물이 있다. 지금은 주립 박물관인 더 라트하우스(The Rathaus)가 있는 오래된 무기고(시의회 의사당), 빌스트라우제 41번지의 주 아카이브 및 빌스트라세 39번지의 인근의 중앙 도서관. 두 개의 다른 박물관인 예술박물관(Art Museum)과 자연박물관이 목록에 있다. 목록에는 2개의 집과 2개의 공공 물건이 있다. 바젤스타라세 61번지의 할러-하우스(이전 주교 궁전), U운터레 슈타인그루벤스트라세 21번지의 여름별장 비기어(Vigier), 모리셔스 분수 및 도시 시계탑. 이전 블루멘슈테인성과 슈타인부르크성 두 개의 성이 나열된다.
마지막으로, 목록에는 로마 시대의 비쿠스였던 살로두룸의 구시가지와 중세 및 초기 근대 도시와 성벽이 포함된다. 졸로투른의 구시가 전체는 스위스 유산 목록의 일부이다.
명소는 다음과 같다.
- 베센발 궁전
- 성 우르수스 대성당 (1762-73). Gaetano Matteo Pisoni가 시작하여 Paolo Antonio Pisoni가 완성했다. 내부에는 Francesco Pozzi의 치장 벽토와 Domenico Corvi의 캔버스가 있다.
- 예수회 교회 ( Jesuitenkirche, 1680-89)
- 시계탑( Zeitglockenturm, 12세기)
- 바젤의 문
- 비엘의 문
- 코지우슈코 박물관
- 란드하우스(Landhaus)
- 옛 아스날 박물관(1609~14)에는 유럽에서 가장 오래된 갑옷 컬렉션이 소장되어 있다.
- 구시가지
- 베레나 협곡과 베레나 협곡 암자
- 발데그성
- 바이젠슈타인 산
- 오르호프
- 왕관

## 경제

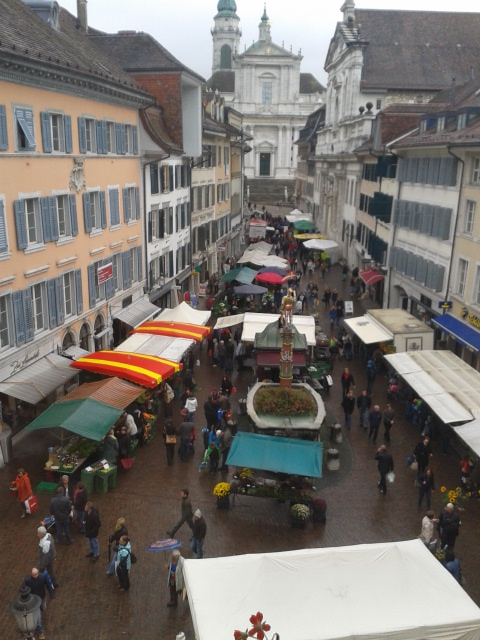
졸로투른의 시장, 2015년

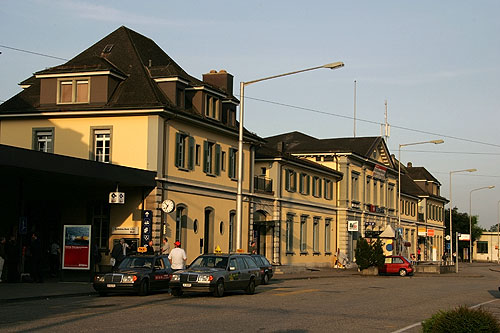
졸로투른역

2010년 현재 졸로투른의 실업률은 4.6%이다. 2008년 기준으로 1차 경제 부문에 22명이 고용되어 있으며, 이 부문에 약 4개 기업이 참여하고 있다. 2,587명의 사람들이 2차 부문에 고용되었고, 이 부문에 178개의 기업이 있었다. 14,381명이 3차 부문에 고용되었으며, 이 부문에 1,226개의 기업이 있다. 시정촌 주민은 8,023명으로 어느 정도 고용되어 있었고, 그중 여성이 노동력의 46.9%를 차지했다.
2008년에 정규직에 상응하는 총 일자리수는 13,378개였다. 1차 부문의 일자리 수는 16개였으며 그 중 7개는 농업, 9개는 임업 또는 목재 생산이었다. 2차 부문의 일자리 수는 2,430개로 이 중 제조업이 1,398개(57.5%), 건설이 813개(33.5%)였다. 3차 부문의 일자리는 10,932개였다. 3차 부문에서 1,537명(14.1%) 도소매 또는 자동차 수리업, 454명(4.2%) 상품 이동 및 보관, 610명(5.6%) 호텔 또는 레스토랑, 583명(5.3%)이 정보 산업, 975명(8.9%)이 보험 또는 금융 산업에, 1,095명(10.0%)이 기술 전문가 또는 과학자로, 614명(5.6%)이 교육에, 2,612명(23.9%)이 의료 분야였다.
2000년 기준 자치단체로 통근하는 근로자는 13,529명, 출퇴근자는 3,598명이었다. 지자체는 근로자의 순수입 주이며, 1명이 전출할 때마다 약 3.8명의 근로자가 지자체에 전입했다. 근로 인구 중 20.1%가 출퇴근용 대중교통을, 40.3%가 자가용을 이용하였다.

## 종교
2000년 인구 조사에서 로마 가톨릭 신자는 5,463명(35.3% )이고 스위스 개혁 교회는 4,358명(28.1%)이었다. 나머지 인구 중 정교회 교인은 278명(인구의 약 1.79%), 천주교 교인은 182명(인구의 약 1.18%), 248명이 있었다. 다른 기독교 교회에 속한 개인(또는 인구의 약 1.60%). 유대인은 27명(인구의 약 0.17% )이었고 이슬람교 도는 915명(인구의 약 5.91%)이었다. 불교도 78명, 힌두교 173명 그리고 다른 교회에 속한 27명. 3,139명(인구의 약 20.27%)이 교회에 속하지 않고, 불가지론자 또는 무신론자이며, 601명(인구의 약 3.88%)이 질문에 대답하지 않았다.

## 교육

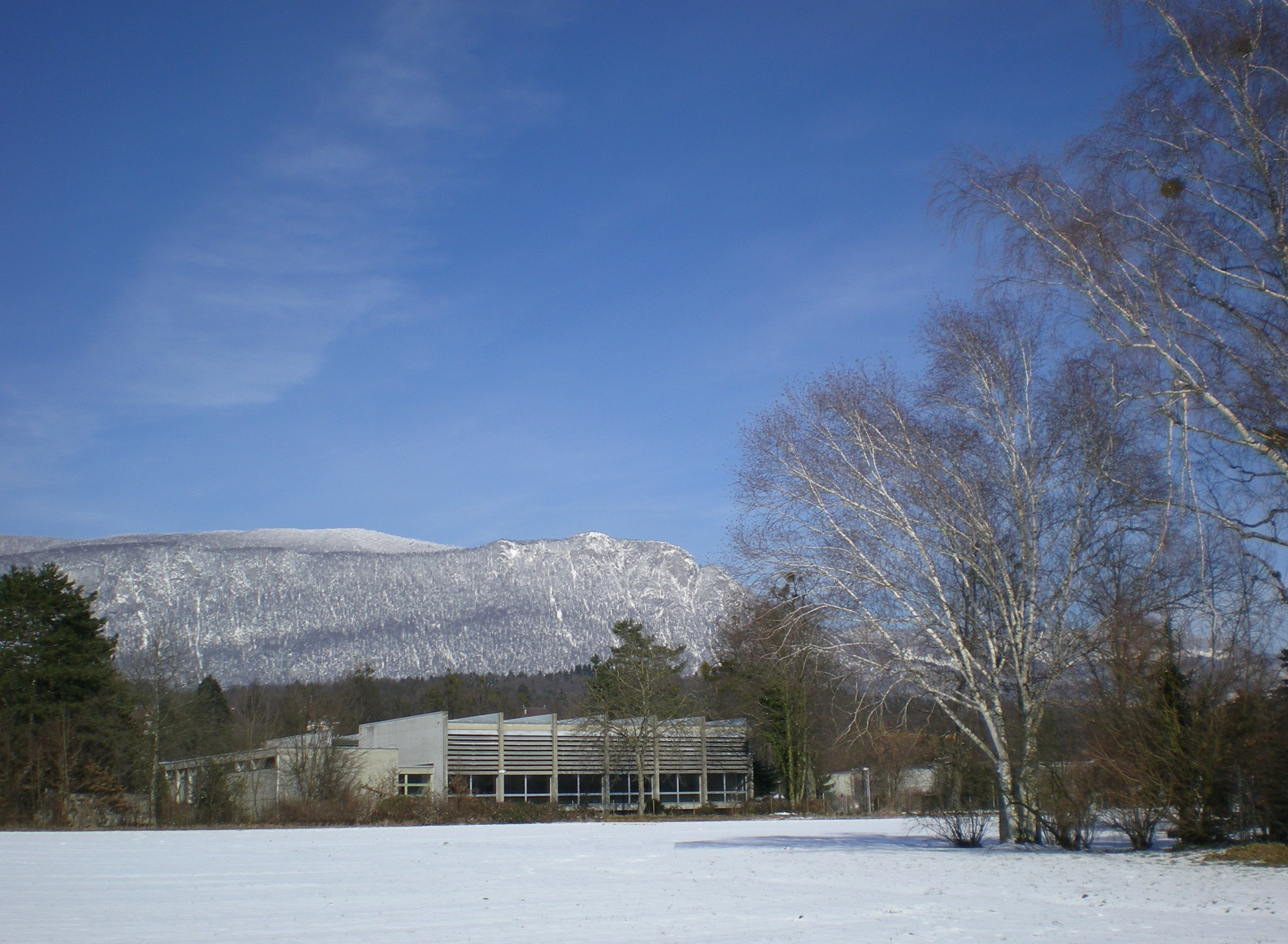
주립학교 김나지움

졸로투른에서는 인구의 약 5,724명(37.0%)이 필수 고등교육을 이수했으며 2,815명(18.2%)이 추가 고등 교육(대학 또는 응용학문대학)을 마쳤다. 고등교육을 이수한 2,815명 중 58.0%가 스위스 남성, 28.0%가 스위스 여성, 8.1%가 비스위스계 남성, 5.9%가 비스위스계 여성이었다.
졸로투른 주의 교육 시스템은 어린아이들이 2년 동안 비의무 유치원에 다닐 수 있도록 허용한다. 그 학년도에는 유치원에 다니는 아이들이 있었다. 캔톤의 학교 시스템은 학생들이 6년 동안 초등학교에 다닐 것을 요구하며, 일부 어린이는 더 작은 특수 수업에 참석한다. 중등 학교프로그램은 3년의 낮은 의무 교육 과정과 3년에서 5년의 선택적인 고급 학교로 구성된다. 졸로투른의 모든 중학교 학생들은 인근 시정촌에 있는 학교에 다닌다. 2000년 현재 졸로투른에는 다른 지방 자치 단체에서 온 학생이 2,517명이었고 거주자는 188명이 지방 자치 단체 이외의 학교에 다녔다.
졸로투른에는 2개의 도서관이 있다. 이러한 도서관에는 다음이 포함된다.
- Zentralbibliothek Solothurn
- Fachhochschule Nordwestschweiz
- Pädagogische Hochschule
- Standort Solothurn (Fachhochschule Nordwestschweiz의 도서관).

도서관에는 총 1,195,394권 (2008년 기준)이 있으며, 같은 해 총 522,650권이 대출되었다.

## 스포츠
FC 졸로투른은 이 도시의 축구 클럽이다.

## 숫자 11
졸로투른은 숫자 11에 특별한 친화력을 가지고 있다.
졸로투른주는 11번째로 스위스 연방의 일부가 되었다. 11개의 교회와 예배당, 11개의 역사적인 분수와 11개의 탑이 있다. 성 우르수스 대성당은 11개의 제단과 11개의 종이 있는데, 대성당 앞의 계단은 11개의 계단 사이에 층계가 있다.
한 현지 양조장 이 스위스 독일어로 11을 뜻하는 Öufi라고 이름을 지어 같은 이름의 맥주를 생산하고 있다.

## 교통
- 졸로투른역